# エグゼクティブスポンサー
エグゼクティブスポンサー（英: executive sponsor）またはプロジェクトスポンサー (英: project sponsor)は、プロジェクト管理の役割であり、通常はプロジェクト会議のシニアメンバーで、多くの場合は議長である。プロジェクトスポンサーは、プロジェクト成功のために事業責任を持つ企業の上級管理職（多くの場合、取締役会レベルまたはそのすぐ下）である。
プロジェクトスポンサーには、プロジェクトに対する多くのコミュニケーションと責任がある。

## 役割
プロジェクトスポンサーは、クライアントとなる組織に代わってプロジェクトの責任を持つことである。 
プロジェクトスポンサーとプロジェクト管理には、主に2つの違いがある。まず、プロジェクトスポンサーの役割として、プロジェクトを識別して定義をすることから始まるが、プロジェクト管理は、まだ大まかな定義ではあっても、すでに定義されているプロジェクトを進行管理する役割である。第二に、プロジェクトスポンサーはプロジェクトのビジネスケースに責任があり、ビジネスケースがプロジェクトを正当化しなくなった場合は、プロジェクトのキャンセルを躊躇なく行うことになる。
プロジェクトスポンサーは、プロジェクトマネージャとプロジェクトスポンサーの間の意思決定責任の分離、プロジェクトの利益の実現に対する説明責任、プロジェクト管理機能の監視を促進し、経営陣の利害関係者の管理を行う。 
プロジェクトスポンサーが取締役会に説明責任を負う項目は以下の通りである。
- 文化と価値観に関するリーダーシップ
- ビジネスケースの事業責任
- プロジェクトを組織の戦略とポートフォリオの方向性に合わせて維持
- プロジェクトのリスク管理
- 他のスポンサーとの協力
- メリットの実現に集中
- コスト/メリットを最適化する機会の推奨
- スポンサーシップの継続性の保証
- 保証の提供
- フィードバックと学んだ教訓の提供

スポンサーとプロジェクトマネージャーの間で行われるガバナンス活動は次のとおりである。
- タイムリーな意思決定
- 意思決定の枠組みの明確化
- ビジネスの優先順位と戦略の明確化
- ビジネス上の問題の伝達
- リソースの提供
- 信頼感の醸造
- 関係管理
- プロジェクトマネージャーの支援
- 倫理的な働きの促進

これらの活動に加えて、プロジェクトスポンサーと他のプロジェクトの利害関係者の間で以下の活動が行われる。
- 利害関係者を関与させる
- 利害関係者のコミュニケーションを管理
- クライアントとの関係を指示
- ユーザーのガバナンスを指示
- サプライヤーのガバナンスを指示
- 利害関係者間の仲裁

役割の問題解決の必要性のために、エグゼクティブスポンサーは、プロジェクトへの抵抗を克服するために組織内で圧力をかけることができる必要があることがよくあります。このため、成功するエグゼクティブスポンサーは、理想的には、理解、能力、信頼性、コミットメント、エンゲージメントという5つの個人的な属性を持つ人物です。 
プロジェクト管理におけるこの個人の役割を詳述するだけでなく、この個人がより積極的な役割を果たした場合にプロジェクトの成功を確実に高める方法を提供するいくつかの調査研究が公開されています。

## 必要なスキル
プロジェクトスポンサーには、さまざまなスキルセット、ビジネスケースを準備する能力と組織の運営に関する深い知識など、少なくとも企業戦略の理解のスキルセットが必要となる。
プロジェクトスポンサーとプロジェクトマネージャは、プロジェクトマネージャと効果的なパートナーシップを形成して、関係者のやり方に敬意を表しながら、プロジェクトに関与するすべての関係者（デザイナー、メーカー、請負業者など）を調整する必要がある。
プロジェクトスポンサーは、クライアント組織のすべての部門と関連する利害関係者を調整する役目も負う。クライアント組織にプロジェクトを作成し、ビジネスケースが実行されるように、それから最大限の利益を引き出す。 
プロジェクトスポンサーは、構想から試運転、運用までプロジェクトの「責任者」であるため、プロジェクト全体でスポンサーの継続性を実現することが特に重要であるが、プロジェクト管理に比べてスポンサー期間が長いため、それに応じて実現するのは困難なことがある。